# 엑스포/버몬트역
엑스포/버몬트 역 (Expo/Vermont Station)은 로스앤젤레스 군 광역철도의 엑스포선역 중 하나이다. 로스앤젤레스 엑스포지션파크(Exposition Park) 지구의 버몬트 애비뉴(Vermont Avenue)에 있는 엑스포지션 대로(Exposition Boulevard)에 위치한다.

## 서비스

### 열차 운행 정보
엑스포선 운행 시간은 매일 약 오전 4시부터 12시 30분까지이다. 역이 속한 메트로 레일 운행은 2012년 4월 28일 토요일에 개장했다. 정기 운행은 2012년 4월 30일에 재개되었다.

## 역 구조
| 승강장 | 상대식 승강장, 오른쪽 출입문이 열림 | 상대식 승강장, 오른쪽 출입문이 열림                                              |
| 승강장 | 엑스포선                            | ← 엑스포/웨스턴 역 Expo/Western Station ← 다운타운 샌타모니카 행 (종착점행)      |
| 승강장 | 엑스포선                            | → 엑스포 파크/USC 역 Expo Park/USC Station → 7th 스트리트/메트로센터 행 (기점행) |
| 승강장 | 상대식 승강장, 오른쪽 출입문이 열림 |                                                                                  |

엑스포/버몬트 역은 버몬트 애비뉴(Vermont Avenue)의 양쪽에 있는 엑스포지션 대로(Exposition Boulevard)의 중앙에 위치하고 있다. 위치는 웨스트애덤스(West Adams) 지구의 교차로에 있다.

## 역세권
엑스포/버몬트 역의 인근 역세권은 아래와 같다.:
- 서던캘리포니아 대학교 메인 캠퍼스 (북동쪽 모서리)
- 엑스포 센터(Expo Center) (남동쪽 모서리)
- 로스앤젤레스 메모리얼 콜리세움 (USC 트로잔스 및 로스앤젤레스 램스 미식축구팀의 홈구장)
- 뱅크 오브 캘리포니아 스타디움 (로스앤젤레스 FC 축구팀의 홈구장)
- 자연사 박물관 (Natural History Museum)
- Masjid Omar Ibn Al-Khattab 모스크 (북서쪽 모서리)
- 루카스 서사 미술관 (공사중, 2021년 완공 예정)

역 승강장은 상대식 승강장이나, 승강장이 각 행선별로 교차로 반대편에 위치한 형태이며, 열차는 교차로를 건넌 후에 승강장에서 멈춘다.
로스앤젤레스 군 교통국에 의해 위탁된 역의 예술 작품은 제시카 폴리진 맥코이(Jessica Polzin McCoy)가 제작했다. "Neighborhood Portrait : Reconstructed"라는 제목의 24개 패널 설치물에는 웨스트애덤스(West Adams) 거주자의 집 안 모습을 찍은 사진이 포함되어 있다. 사진에서 콜라주를 제작한 후, 맥코이는 각 콜라주의 복잡한 수채화 그림을 만들었다. 몬트리올에 본부를 둔 모사이카 아트 & 디자인(Mosaika Art & Design)의 미술가들은 맥코이 작가와 협력하여 수제 광택 세라믹 모자이크 패널에서 이 수채화로 바꾸었다.

## 역사
로스앤젤레스 & 인디펜던트 철도 및 퍼시픽 전기철도 정류장이었던 이 역은 1953년 9월 30일 샌타모니카 에어 라인 폐선과 함께 폐쇄되었으며, 2012년 4월 28일 토요일 재개까지 운행을 중단했다. 엑스포선 개통을 위해 역 지대에서 완전히 재건축되었다. 정기 운영이 2012년 4월 30일 월요일에 재개되었다.